# Gaius Silius (Konsul 13)
Gaius Silius († 24) war ein römischer Politiker und Senator. In der Forschung wurde er lange Zeit auch mit den zusätzlichen Namen Aulus Caecina Largus bezeichnet, bis sich herausstellte, dass diese Namen in der betreffenden Inschrift sich auf eine separate Person mit dem Namen Gaius Caecina Largus beziehen, die im gleichen Jahr wie Gaius Silius als Konsul amtierte.
Silius war wahrscheinlich ein Sohn des Publius Silius Nerva, der im Jahr 20 v. Chr. nachgewählter Konsul (consul suffectus) gewesen war. Seine Ehefrau war Sosia Galla. Sein Sohn war Gaius Silius, der Valeria Messalina, Ehefrau des Kaisers Claudius, heiratete.
Silius war eng mit Germanicus befreundet. Im Jahr 13 n. Chr. wurde Silius ordentlicher Konsul zusammen mit Lucius Munatius Plancus. Aulus Caecina Largus, dessen Namen lange als Namensbestandteile von Gaius Silius betrachtet worden waren, amtierte im selben Jahr als Suffektkonsul. Silius wurde anschließend im Jahr 14 zum Oberbefehlshaber des obergermanischen Heeres ernannt und erhielt aufgrund seiner dort errungenen Erfolge im Jahr 15 die Triumphalinsignien. In der Folgezeit operierte er sieben Jahre erfolgreich in dieser Gegend, bis zu Germanicus’ Tod 19 n. Chr. unter dessen Oberbefehl. Es ist nicht ganz klar, welchen Titel Silius dabei führte. Tacitus nennt ihn moderator.
Im Jahr 18 wurde Silius mit dem Aufbau einer Flotte beauftragt. Ein Kriegszug gegen die Chatten verlief erst nach zwei Jahren erfolgreich. Im Jahr 21 schlug Silius den Aufstand des Sacrovir nieder. Der Sohn seines Vorgängers als Befehlshaber in diesem Krieg, Lucius Visellius Varro, ordentlicher Konsul des Jahres 24, war ihm daher feindlich gesinnt und klagte ihn während seines Konsulats wegen Erpressung an. Silius entzog sich der drohenden Verurteilung durch Selbstmord. Ein Großteil seines Vermögens wurde beschlagnahmt.